# 衛開
衛開（？—219年），东汉末官吏。在曹操属下任宛城守将。建安二十三年（218）十月，衛开与侯音据宛城叛，挾持南陽太守東里袞，劫略吏民。后曹仁率兵平叛、攻破宛城，侯音與衛開被斬首。